# Юрченко, Фёдор Маркович
Фёдор Маркович Юрченко (16 февраля 1916, Полтавская область — 26 января 1999) — командир расчёта 45-мм пушки 289-го гвардейского стрелкового полка, гвардии старший сержант — на момент представления к награждению орденом Славы 1-й степени.

## Биография
Родился 16 февраля 1916 года в селе Славки Решетиловского района Полтавской области. Украинец. Окончил 4 класса. Работал трактористом.
В Красной Армии с мая 1941 года. На фронте в Великую Отечественную войну с июня 1941 года В одном из боев на дальних подступах к Сталинграду был сильно контужен, в бессознательном состоянии попал в плен. По дороге в Германию выпрыгнул из эшелона, долго скитался по лесам, пока поздней осенью 1942 года не добрался до родного села.
В сентябре 1943 года, после освобождения Полтавщины, был вновь мобилизован в армию. Зачислен командиром расчета 45-мм пушки в 289-й гвардейский стрелковый полк 97-й гвардейской стрелковой дивизии. В его составе прошел до конца войны. Воевал на 4-м и 1-м Украинских фронтах. В первых же боях проявил себя умелым воином.
22 марта 1944 года при форсировании реки Южный Буг северо-западнее города Первомайск Николаевской области гвардии сержант Юрченко, командуя бойцами, разбил вражескую подводу с боеприпасами. Оставшись один у орудия, уничтожил огнём прямой наводкой 2 пулемета противника. Когда кончились снаряды, и противники окружили артиллериста, намереваясь взять его в плен, он бросился на врага с автоматом. В схватке сразил из личного оружия 3-х противников и прорвался к своим.
Приказом командира 97-й гвардейской стрелковой дивизии от 15 апреля 1944 года гвардии сержант Юрченко Фёдор Маркович награждён орденом Славы 3-й степени.
16 апреля 1944 года в боях на правом берегу реки Днестр под городом Григориополь гвардии сержант Юрченко с расчетом подавил противотанковую пушку противника. Оставшись у орудия один и будучи раненым, продолжал вести огонь, подавил 2 пулемета и истребил до 10 вражеских солдат.
Приказом по войскам 5-й гвардейской армии от 27 мая 1944 года гвардии сержант Юрченко Фёдор Маркович награждён орденом Славы 2-й степени.
Из Молдавии дивизия была переброшена в Польшу, сражалась на Сандомирском плацдарме, освобождала Верхнюю Силезию, вышла к Одеру.
В конце января 1945 года гвардии старший сержант Юрченко со своим расчетом одним из первых переправился на подручных средствах через реку. 25 января в бою под городом Олава вместе с бойцами расчета из орудия подбил бронетранспортер, подавил 4 пулеметные точки, уничтожил свыше отделения противников и несколько взял в плен. За этот бой был представлен к награждению орденом Славы 1-й степени.
Через три дня артиллерист был тяжело ранен. День победы встретил в госпитале. Только через полгода был демобилизован по ранению.
Указом Президиума Верховного Совета СССР от 27 июня 1945 года за исключительное мужество, отвагу и бесстрашие, проявленные в боях с вражескими захватчиками, гвардии старший сержант Юрченко Фёдор Маркович награждён орденом Славы 1-й степени. Стал полным кавалером ордена Славы.
Вернулся на родину. Несмотря на инвалидность, сразу же приступил к работе в колхозе трактористом. Когда же здоровье стало сдавать, был назначен инструктором, передавал свой богатый опыт молодежи. Жил в селе Жовтневое Решетиловского района Полтавской области. Скончался 26 января 1999 года.
Награждён орденами Отечественной войны 1-й степени, Славы 3-х степеней, медалями.